# NOAA-Weltraumwetterprognosezentrum

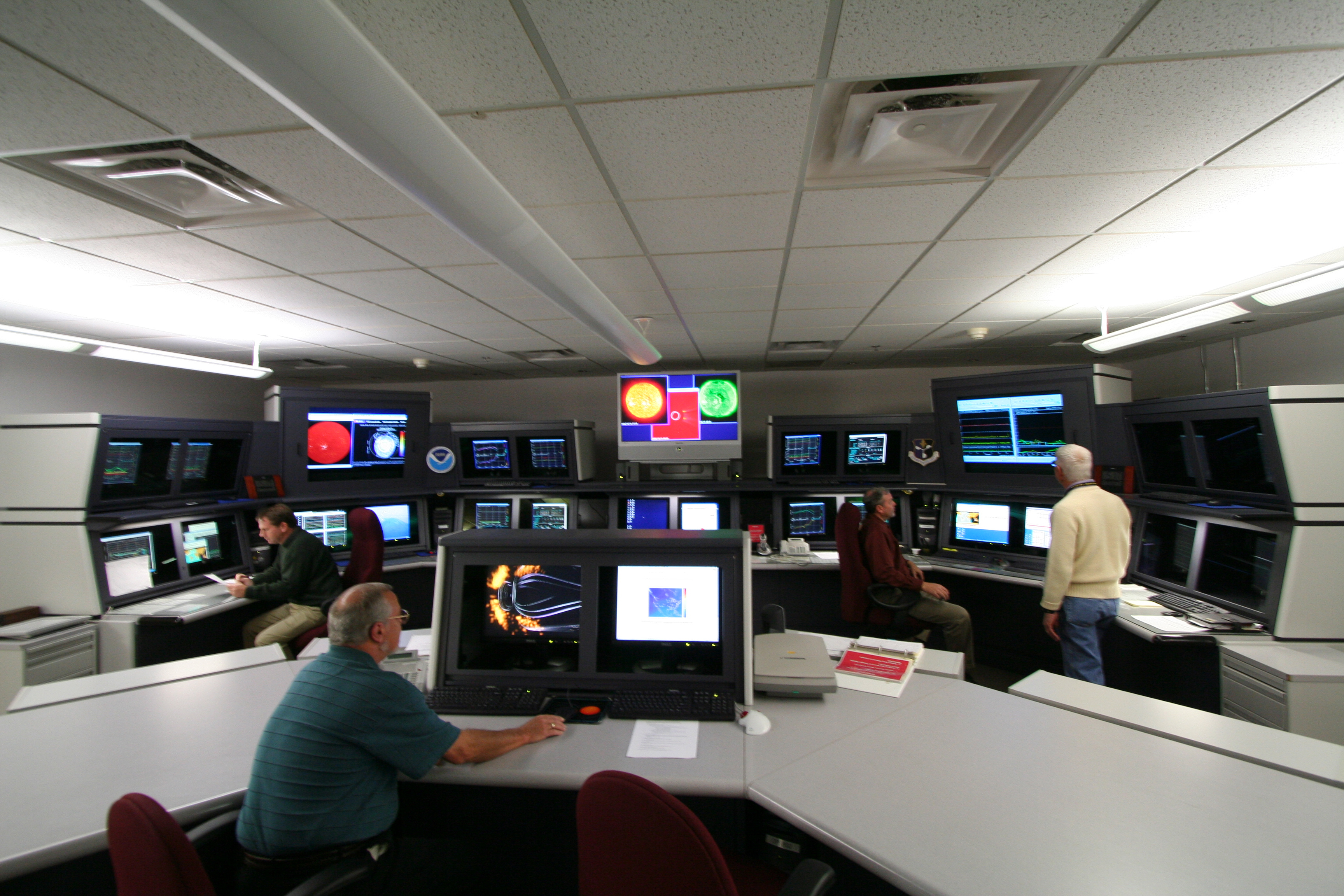
Prognostiker im Weltraumwetterprognosebüro des Weltraumwetterprognosezentrums (SWPC) der NOAA in Boulder, Colorado

Das Weltraumwetterprognosezentrum (englisch: Space Weather Prediction Center, SWPC; ehemals Space Environment Center, SEC) der National Oceanic and Atmospheric Administration (NOAA) ist ein in Boulder (Colorado) angesiedeltes Laboratorium und Dienstposten.  Das SWPC überwacht und prognostiziert fortwährend die Bedingungen im erdnahen Weltraum, liefert Informationen über Sonne und Erde. Das SWPC ist die offizielle Quelle für Weltraumwetterwarnungen der Vereinigten Staaten Amerikas.
Das Space Weather Prediction Center ist eines von neun National Centers for Environmental Prediction (NCEP) und bietet Echtzeitüberwachung und Vorhersage von solaren und geophysikalischen Ereignissen, führt interplanetare Physikforschungen durch und entwickelt Vorhersagemethoden für solare und geophysikalische Störungen. Das Vorhersagezentrum des SWPC wird gemeinsam von der NOAA und der U.S.-Luftwaffe betrieben und ist das nationale und weltweite Warnzentrum für Störungen, die Menschen und Apparate im Weltraum betreffen können. Das SWPC arbeitet mit vielen nationalen und internationalen Partnern zusammen, die Daten und Beobachtungen beitragen.
Einige Behörden und Industrie, die sich auf SWPC-Dienste stützen:
- U.S. Stromnetz-Infrastruktur
- kommerzielle Luftfahrt
- Verkehrsministerium der Vereinigten Staaten (Nutzung von GPS)
- bemannte Raumfahrt der NASA (Die NASA stützt sich auf SWPC-Daten, um den 750 Millionen Euro teuren Roboterarm der Internationalen Raumstation zu schützen)
- Starts und Betrieb von Satelliten
- operative Unterstützung bei der U.S.-Luftwaffe
- kommerzielle und öffentliche Nutzer (über eine halbe Million Aufrufe von Webseiten des SWPC pro Tag)

Einige wirtschaftliche Auswirkungen des Weltraumwetters:
Die Federal Aviation Administration fordert von Flugvorbereitern die Berücksichtigung von Störungen in Kurzwellenkommunikation für jeden abgefertigten Polarflug. Flüge können auf Grundlage von Sonnenaktivitätswarnungen des SWPC umgeleitet werden, falls die Kommunikation der Flugsicherung beeinträchtigt ist, mit geschätzten Folgekosten von um 75.000 Euro pro Flug. 2001 wurden innerhalb von 23 Tagen 25 Flüge wegen solcher Kommunikationsausfälle umgeleitet.